# Kamembe
Kamembe è un settore (imirenge) del Ruanda, parte della Provincia Occidentale e capoluogo del distretto di Rusizi.